# Fannie Lou Hamer
Fannie Lou Hamer, född Townsend 6 oktober 1917 i Montgomery County, Mississippi, död 14 mars 1977 i Mound Bayou, Mississippi, var en amerikansk medborgarrättsaktivist. 
Hon var en av de viktigaste och kraftfullaste förespråkarna för rösträtt och för medborgarrättsrörelsen och en ledare i arbetet för större ekonomiska möjligheter för afroamerikaner.

## Biografi
Hamer föddes den 6 oktober 1917, som det 20:e och sista barnet till Lou Ella och James Townsend. Hon kom från en fattig familj som arrenderade land, och började tidigt arbeta på fälten. 1944 gifte hon sig med Perry Hamer, och paret adopterade två barn.
Hamer började arbeta för medborgarrättigheter 1962. Hon var känd för sina andliga psalmer och citat och för att företräda svarta kvinnor i Mississippi. Hon utpressades, hotades, trakasserades, besköts och attackerades av rasister, inklusive poliser, medan hon försökte registrera sig för att rösta. 
Under 1960-talet arbetade Hamer för Student Nonviolent Coordinating Committee (SNCC) med att uppmana svarta att utnyttja sin rösträtt.  
Sommaren 1964, som blev känd som Freedom Summer, och då även många vita aktivister från nordstaterna deltog i medborgarrättsrörelsen, bildades en utbrytargren till Demokratiska partiet i Mississippi (som fortfarande inte accepterade svarta medlemmar). Det nya partiet kallades Mississippi Freedom Democratic Party, och Hamer blev en av dess ledare.  
Hon deltog i TV-sända debatter på Demokraternas nationella konvent i New Jersey, och berättade bland annat om hur hon misshandlats, beskjutits och vräkts för att få rösta. Det året nåddes ingen enighet inom partiet, men fyra år senare beslutades att ingen rasåtskillnad fick förekomma i Demokratiska partiet.  
Hamer försökte två gånger bli invald i Kongressen, men misslyckades.  
Efter att ha levt med hypertoni och cancer dog Hamer i en hjärtinfarkt 1977, i Mound Bayou, Mississippi.  

## Eftermäle
1993 valdes hon in i National Women's Hall of Fame. 
År 2018 döptes Demokraternas Jefferson-Jackson Dinner i Missisippi om till Hamer-Winter Dinner för att hedra Fannie Lou Hamer och den tidigare guvernören William Winter.

## Utgivet
- Fannie Lou Hamer, Julius Lester, och Mary Varela: Hamer: Smithsonian Folkways Recordings, Songs My Mother Taught Me, 1967.
- Hamer: Smithsonian Folkways Recordings, Songs My Mother Taught Me (album), 2015.[6]
- Hamer: The Speeches of Fannie Lou Hamer: To Tell It Like It Is. University Press of Mississippi, 2011.[7][8]